# Simac Ladies Tour 2021
De Simac Ladies Tour 2021 werd verreden van dinsdag 24 tot en met zondag 29 augustus in Nederland. Het was de 23e editie van de rittenkoers, die vanaf 2017 behoort tot de UCI Women's World Tour en vanaf dit jaar een nieuwe hoofdsponsor en naamgever heeft. De ronde telde zes etappes, inclusief een proloog en tijdrit. Titelverdedigster was de Luxemburgse Christine Majerus, die de laatste editie in 2019 won. De editie van 2020 werd geannuleerd vanwege de coronapandemie. Deze editie werd gewonnen door Chantal van den Broek-Blaak.

## Teams
Alle negen World Tourploegen namen deel, aangevuld met zeven continentale ploegen, waaronder een Belgische (Lotto Soudal Ladies) en in totaal zes Nederlandse ploegen. Door een positieve coronatest ging de ploeg Ceratizit-WNT van o.a. Kirsten Wild niet van start in de vierde etappe.
| Nrs.  | UCI-teams                          |
| ----- | ---------------------------------- |
| 1-6   | Alé BTC Ljubljana                  |
| 11-16 | Canyon-SRAM                        |
| 21-26 | FDJ Nouvelle-Aquitaine Futuroscope |
| 31-36 | Liv Racing                         |
| 41-46 | Movistar Team                      |
| 51-56 | Team BikeExchange                  |
| 61-66 | Team DSM                           |
| 71-76 | Team SD Worx                       |

| Nrs.    | UCI-teams                  |
| ------- | -------------------------- |
| 81-86   | Trek-Segafredo             |
| 91-96   | Ceratizit-WNT              |
| 101-106 | Lotto Soudal Ladies        |
| 111-116 | Valcar-Travel & Service    |
| 121-126 | Parkhotel Valkenburg       |
| 131-136 | Grant Thornton Krush Tunap |
| 141-146 | Jumbo-Visma                |
| 151-156 | NXTG Racing                |

## Etappe-overzicht
Ruim een maand voor de start maakte de organisatie het etappeschema bekend. De ronde gaat van start met een proloog in Ede. De eerste etappe gaat van start in Zwolle, als eerbetoon aan wereldkampioenes Anna van der Breggen en Kirsten Wild, die beide na dit seizoen hun carrière beëindigen. Op de derde dag wordt een tijdrit van 22 kilometer verreden in Gennep. Hierna blijft het peloton nog twee dagen in Limburg, met een vlakke etappe rond Weert en een heuvelrit van Geleen naar Sweikhuizen door het Zuid-Limburgse Heuvelland. De slotrit start in Arnhem en finisht op de Posbank.
| etappe | datum | start     | finish      | profiel             | afstand  | winnaar        | klassementsleider           |
| ------ | ----- | --------- | ----------- | ------------------- | -------- | -------------- | --------------------------- |
| P      | 24-8  | Ede       | Ede         | Proloog             | 2,4 km   | Marianne Vos   | Marianne Vos                |
| 1e     | 25-8  | Zwolle    | Hardenberg  | Vlakke rit          | 134,4 km | Alison Jackson | Alison Jackson              |
| 2e     | 26-8  | Gennep    | Gennep      | Individuele tijdrit | 22,2 km  | Marlen Reusser | Marlen Reusser              |
| 3e     | 27-8  | Stramproy | Weert       | Vlakke rit          | 125,9 km | Lonneke Uneken | Marlen Reusser              |
| 4e     | 28-8  | Geleen    | Sweikhuizen | Heuvelrit           | 148,9 km | Marianne Vos   | Chantal van den Broek-Blaak |
| 5e     | 29-8  | Arnhem    | Posbank     | Heuvelrit           | 150,3 km | Marianne Vos   | Chantal van den Broek-Blaak |

## Etappe-uitslagen

### Proloog

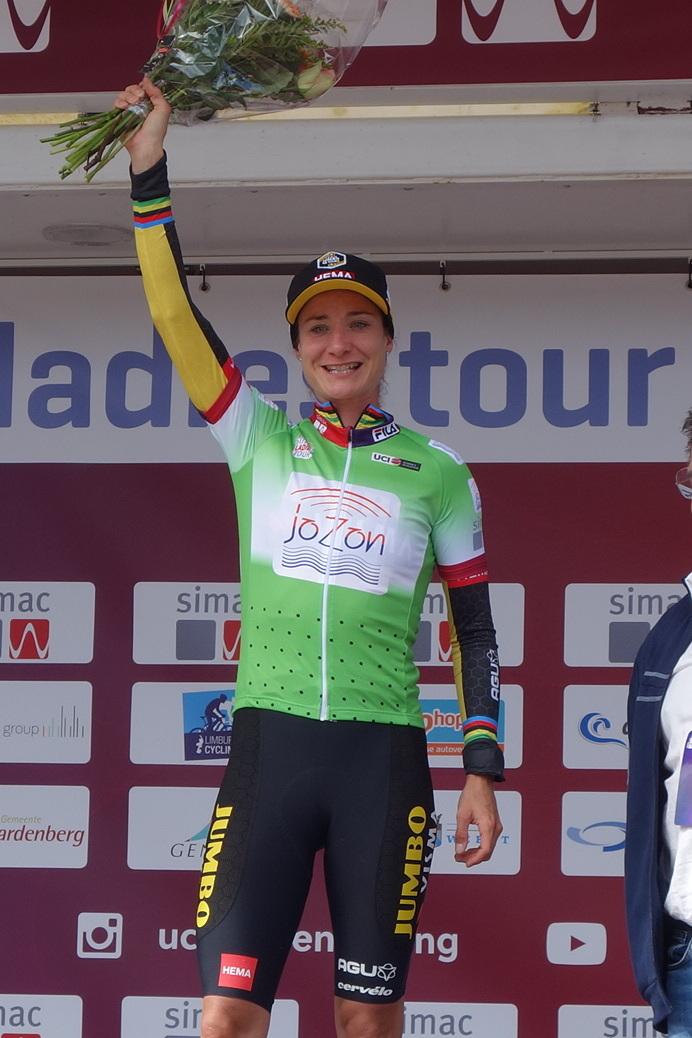
Marianne Vos won de proloog

| Dinsdag 24 augustus: Ede (2,4 km) |                       |                         |        |
| Plaats                            | Naam                  | Ploeg                   | Tijd   |
| Winnaar                           | Marianne Vos          | Jumbo-Visma             | 3' 01" |
| 2                                 | Ellen van Dijk        | Trek-Segafredo          | + 5"   |
| 3                                 | Cecilie Uttrup Ludwig | FDJ                     | + 6"   |
| 4                                 | Lonneke Uneken        | SD Worx                 | z.t.   |
| 5                                 | Lorena Wiebes         | DSM                     | + 7"   |
| 6                                 | Christine Majerus     | SD Worx                 | z.t.   |
| 7                                 | Elisa Balsamo         | Valcar-Travel & Service | + 8"   |
| 8                                 | Lisa Klein            | Canyon-SRAM             | z.t.   |
| 9                                 | Barbara Guarischi     | Movistar                | z.t.   |
| 10                                | Charlotte Kool        | NXTG Racing             | z.t.   |

### 1e etappe

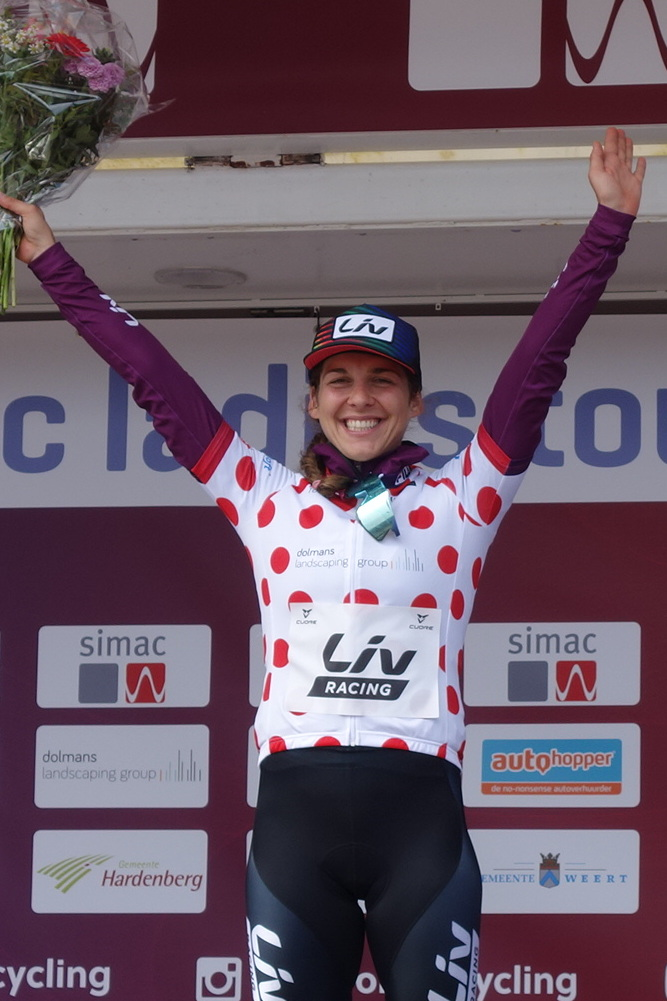
Alison Jackson won de 1e etappe en droeg de gele en bolletjestrui

| Woensdag 25 augustus: Zwolle - Hardenberg (134,4 km) |                   |                         |          |
| Plaats                                               | Naam              | Ploeg                   | Tijd     |
| Winnaar                                              | Alison Jackson    | Liv Racing              | 3u18'20" |
| 2                                                    | Maëlle Grossetête | FDJ                     | z.t.     |
| 3                                                    | Lorena Wiebes     | DSM                     | + 4"     |
| 4                                                    | Marianne Vos      | Jumbo-Visma             | z.t.     |
| 5                                                    | Charlotte Kool    | NXTG Racing             | z.t.     |
| 6                                                    | Barbara Guarischi | Movistar                | z.t.     |
| 7                                                    | Emma Norsgaard    | Movistar                | z.t.     |
| 8                                                    | Elisa Balsamo     | Valcar-Travel & Service | z.t.     |
| 9                                                    | Marta Bastianelli | Alé BTC Ljubljana       | z.t.     |
| 10                                                   | Lonneke Uneken    | SD Worx                 | z.t.     |

### 2e etappe (tijdrit)

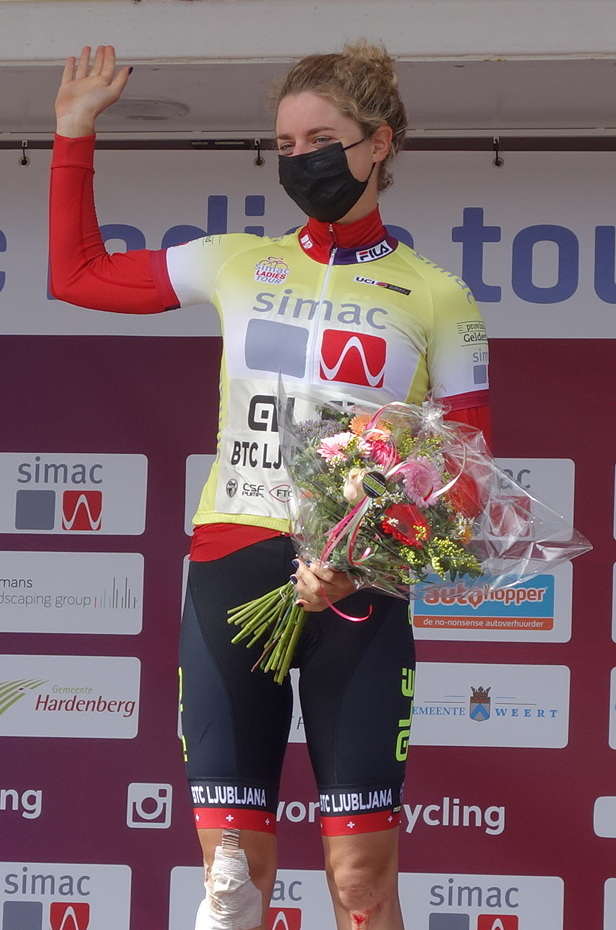
Marlen Reusser won de tijdrit en droeg de gele trui

| Donderdag 26 augustus: Gennep - Gennep (22,2 km) |                             |                   |           |
| Plaats                                           | Naam                        | Ploeg             | Tijd      |
| Winnaar                                          | Marlen Reusser              | Alé BTC Ljubljana | 20'41,86" |
| 2                                                | Ellen van Dijk              | Trek-Segafredo    | + 18"     |
| 3                                                | Chantal van den Broek-Blaak | SD Worx           | + 41"     |
| 4                                                | Lisa Klein                  | Canyon-SRAM       | + 50"     |
| 5                                                | Emma Norsgaard              | Movistar          | + 1'01"   |
| 6                                                | Demi Vollering              | SD Worx           | + 1'18"   |
| 7                                                | Sarah Roy                   | BikeExchange      | + 1'28"   |
| 8                                                | Julie Leth                  | Ceratizit-WNT     | z.t.      |
| 9                                                | Alice Barnes                | Canyon-SRAM       | + 1'30"   |
| 10                                               | Anouska Koster              | Jumbo-Visma       | + 1'31"   |

### 3e etappe

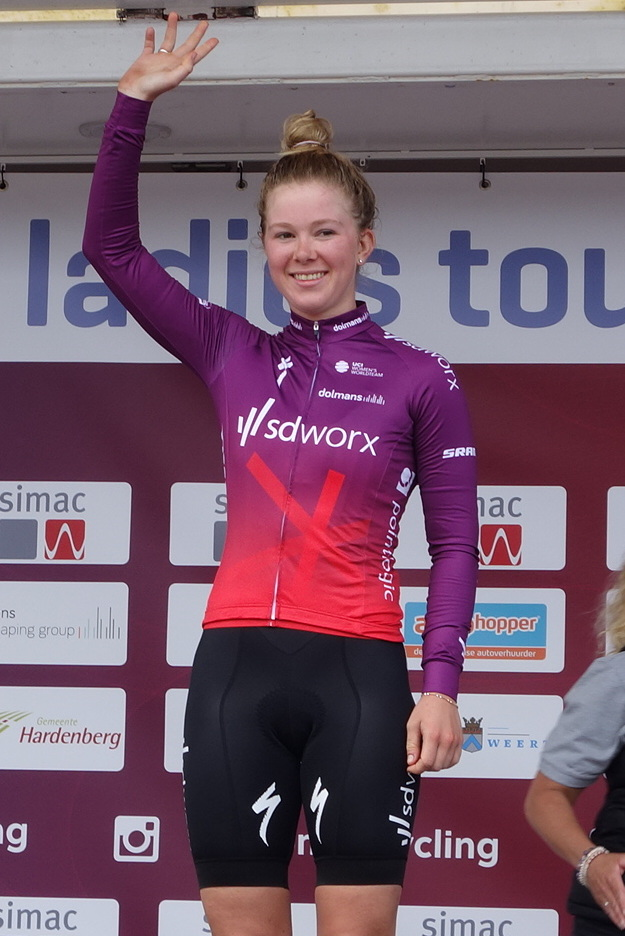
Lonneke Uneken won de 3e etappe

| Vrijdag 27 augustus: Stramproy - Weert (125,9 km) |                             |                         |          |
| Plaats                                            | Naam                        | Ploeg                   | Tijd     |
| Winnaar                                           | Lonneke Uneken              | SD Worx                 | 2u52'41" |
| 2                                                 | Susanne Andersen            | DSM                     | z.t.     |
| 3                                                 | Pfeiffer Georgi             | DSM                     | z.t.     |
| 4                                                 | Chantal van den Broek-Blaak | SD Worx                 | z.t.     |
| 5                                                 | Amy Pieters                 | SD Worx                 | z.t.     |
| 6                                                 | Demi Vollering              | SD Worx                 | z.t.     |
| 7                                                 | Marta Bastianelli           | Alé BTC Ljubljana       | + 14"    |
| 8                                                 | Marianne Vos                | Jumbo-Visma             | z.t.     |
| 9                                                 | Chiara Consonni             | Valcar-Travel & Service | + 29"    |
| 10                                                | Amalie Dideriksen           | Trek-Segafredo          | z.t.     |

### 4e etappe

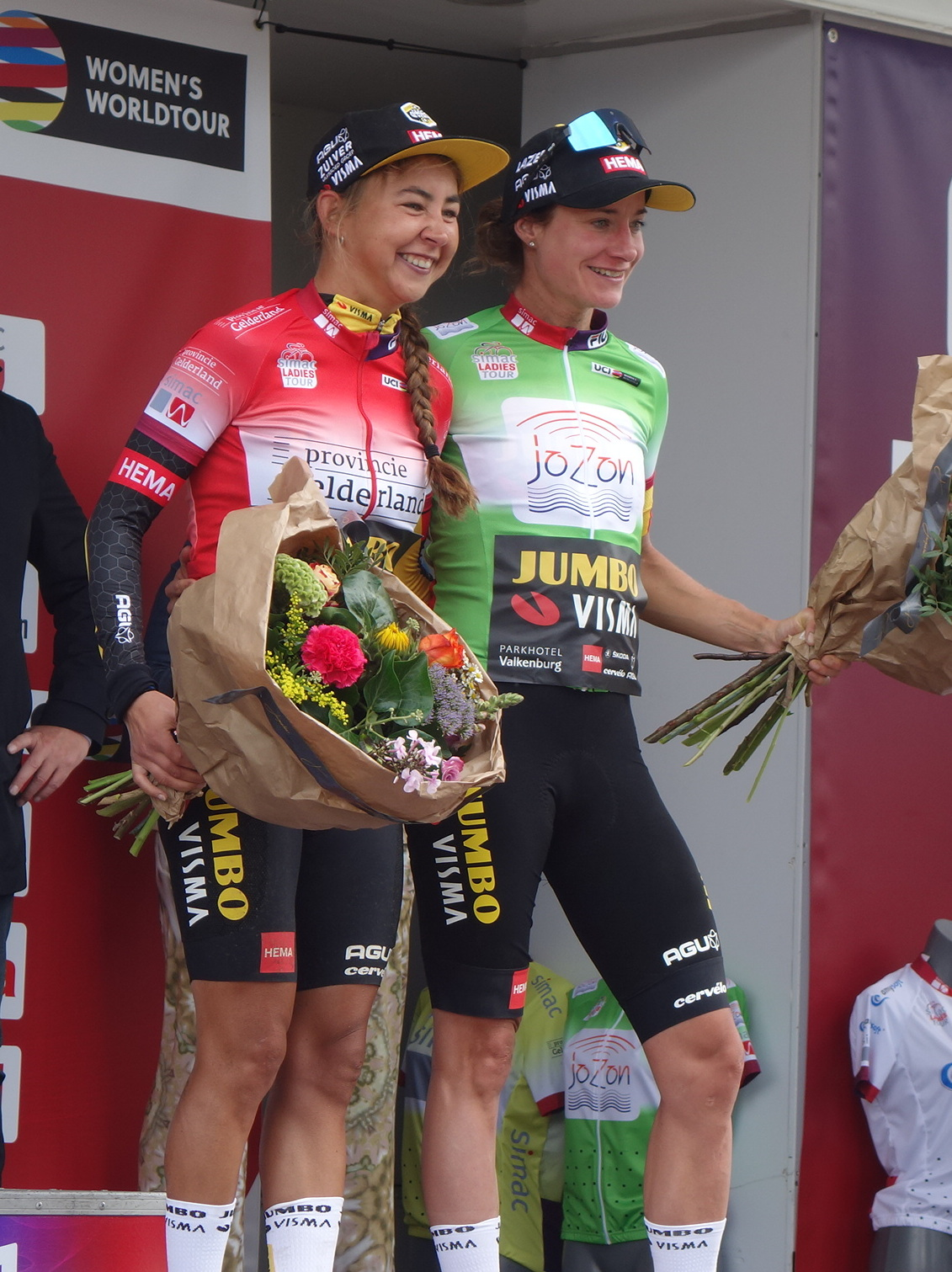
Marianne Vos won de 4e etappe waarin Anouska Koster de strijdlustigste was

| Zaterdag 28 augustus: Geleen - Sweikhuizen (148,9 km) |                             |                   |          |
| Plaats                                                | Naam                        | Ploeg             | Tijd     |
| Winnaar                                               | Marianne Vos                | Jumbo-Visma       | 4u15'08" |
| 2                                                     | Katarzyna Niewiadoma        | Canyon-SRAM       | + 2"     |
| 3                                                     | Chantal van den Broek-Blaak | SD Worx           | z.t.     |
| 4                                                     | Amy Pieters                 | SD Worx           | + 17"    |
| 5                                                     | Demi Vollering              | SD Worx           | z.t.     |
| 6                                                     | Marta Bastianelli           | Alé BTC Ljubljana | z.t.     |
| 7                                                     | Alison Jackson              | Liv Racing        | z.t.     |
| 8                                                     | Pfeiffer Georgi             | DSM               | + 19"    |
| 9                                                     | Eugénie Duval               | FDJ               | z.t.     |
| 10                                                    | Ella Harris                 | Canyon-SRAM       | + 21"    |

### 5e etappe
| Zondag 29 augustus: Arnhem - Posbank (150,3 km) |                   |                   |          |
| Plaats                                          | Naam              | Ploeg             | Tijd     |
| Winnaar                                         | Marianne Vos      | Jumbo-Visma       | 3u55'58" |
| 2                                               | Alice Barnes      | Canyon-SRAM       | z.t.     |
| 3                                               | Amy Pieters       | SD Worx           | z.t.     |
| 4                                               | Amalie Dideriksen | Trek-Segafredo    | z.t.     |
| 5                                               | Alison Jackson    | Liv Racing        | z.t.     |
| 6                                               | Pfeiffer Georgi   | DSM               | z.t.     |
| 7                                               | Alicia González   | Movistar          | z.t.     |
| 8                                               | Marlen Reusser    | Alé BTC Ljubljana | z.t.     |
| 9                                               | Clara Copponi     | FDJ               | z.t.     |
| 10                                              | Ellen van Dijk    | Trek-Segafredo    | + 3"     |

## Eindklassementen

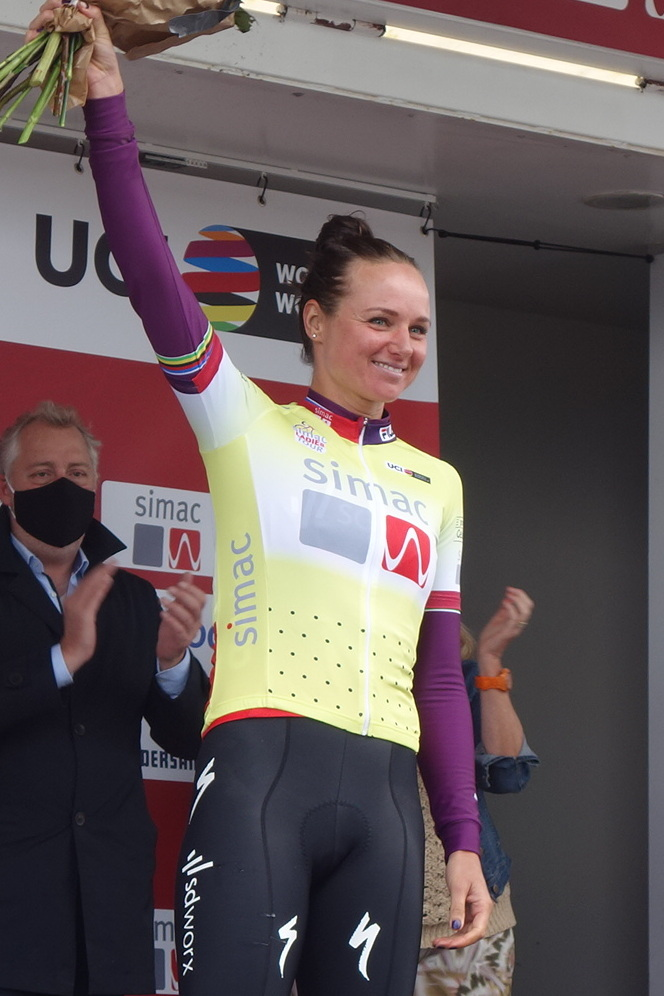
Chantal van den Broek-Blaak won de gele leiderstrui

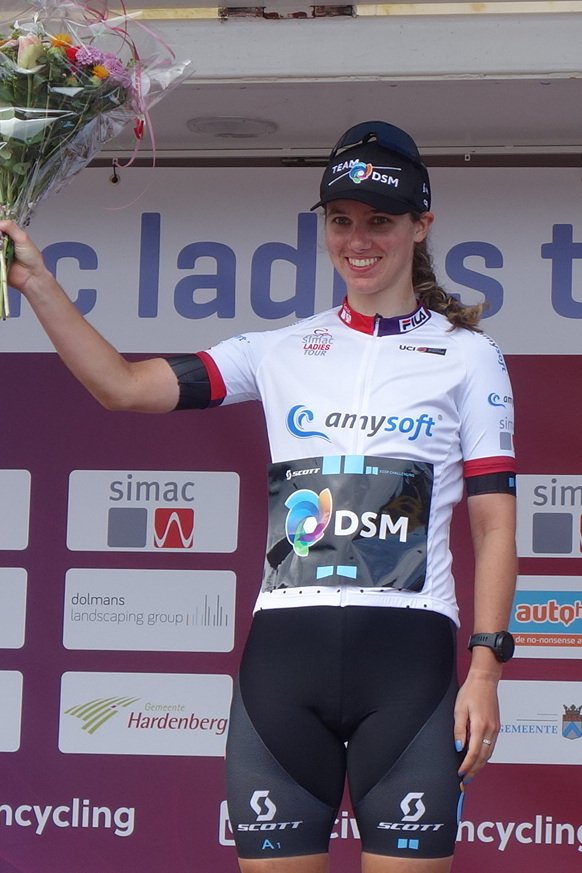
Pfeiffer Georgi won de witte jongerentrui

### Algemeen klassement
| Plaats    | Naam                        | Ploeg             | Tijd      |
| --------- | --------------------------- | ----------------- | --------- |
| Gele trui | Chantal van den Broek-Blaak | SD Worx           | 14u46'39" |
| 2         | Marlen Reusser              | Alé BTC Ljubljana | + 17"     |
| 3         | Ellen van Dijk              | Trek-Segafredo    | + 30"     |
| 4         | Marianne Vos                | Jumbo-Visma       | + 51"     |
| 5         | Demi Vollering              | SD Worx           | + 1'03"   |
| 6         | Pfeiffer Georgi             | DSM               | + 1'20"   |
| 7         | Amy Pieters                 | SD Worx           | + 1'35"   |
| 8         | Alison Jackson              | Liv Racing        | + 2'05"   |
| 9         | Marta Bastianelli           | Alé BTC Ljubljana | + 2'39"   |
| 10        | Jeanne Korevaar             | Liv Racing        | + 2'49"   |

### Puntenklassement
| Plaats      | Naam                        | Ploeg          | Punten |
| ----------- | --------------------------- | -------------- | ------ |
| Groene trui | Marianne Vos                | Jumbo-Visma    | 97     |
| 2           | Chantal van den Broek-Blaak | SD Worx        | 56     |
| 3           | Ellen van Dijk              | Trek-Segafredo | 55     |

### Bergklassement
| Plaats        | Naam                        | Ploeg       | Punten |
| ------------- | --------------------------- | ----------- | ------ |
| Bolletjestrui | Anouska Koster              | Jumbo-Visma | 29     |
| 2             | Alison Jackson              | Liv Racing  | 19     |
| 3             | Chantal van den Broek-Blaak | SD Worx     | 5      |

### Jongerenklassement
| Plaats     | Naam             | Ploeg                | Tijd      |
| ---------- | ---------------- | -------------------- | --------- |
| Witte trui | Pfeiffer Georgi  | DSM                  | 14u47'59" |
| 2          | Mischa Bredewold | Parkhotel Valkenburg | + 1'30"   |
| 3          | Silke Smulders   | Lotto Soudal Ladies  | + 2'11"   |

## Klassementsleiders na elke etappe
| Rit            | Winnares       | Algemeen klassement         | Puntenklassement | Bergklassement        | Beste jongere   | Strijdlustigste  | Ploegenklassement |
| -------------- | -------------- | --------------------------- | ---------------- | --------------------- | --------------- | ---------------- | ----------------- |
| P.             | Marianne Vos   | Marianne Vos                | Marianne Vos     | Cecilie Uttrup Ludwig | Lonneke Uneken  | niet uitgereikt  | Jumbo-Visma       |
| 1e             | Alison Jackson | Alison Jackson              | Marianne Vos     | Alison Jackson        | Lorena Wiebes   | Alison Jackson   | Jumbo-Visma       |
| 2e             | Marlen Reusser | Marlen Reusser              | Ellen van Dijk   | Alison Jackson        | Emma Norsgaard  | niet uitgereikt  | Team SD Worx      |
| 3e             | Lonneke Uneken | Marlen Reusser              | Marianne Vos     | Alison Jackson        | Pfeiffer Georgi | Daniek Hengeveld | Team SD Worx      |
| 4e             | Marianne Vos   | Chantal van den Broek-Blaak | Marianne Vos     | Alison Jackson        | Pfeiffer Georgi | Anouska Koster   | Team SD Worx      |
| 5e             | Marianne Vos   | Chantal van den Broek-Blaak | Marianne Vos     | Anouska Koster        | Pfeiffer Georgi | Trixi Worrack    | Team SD Worx      |
| Eindklassement | Eindklassement | Chantal van den Broek-Blaak | Marianne Vos     | Anouska Koster        | Pfeiffer Georgi | niet uitgereikt  | Team SD Worx      |